# 26. ceremonia wręczenia nagród Goya
26. ceremonia wręczenia hiszpańskich nagród filmowych Goya za rok 2011, odbyła się 19 lutego 2012 roku w Palacio Municipal de Congresos w Madrycie. Nominacje do nagród zostały ogłoszone 10 stycznia 2012 roku.
Nominacje ogłoszono w 28 kategoriach, nagrodę honorową otrzymała reżyser i scenarzystka Josefina Molina.

## Laureaci i nominowani
Laureaci nagród wyróżnieni są wytłuszczeniem

### Najlepszy film
- Enrique Urbizu − Nie zazna spokoju, kto przeklęty
  - Mateo Gil − Blackthorn
  - Pedro Almodóvar − Skóra, w której żyję
  - Benito Zambrano − Uśpiony głos

### Najlepsza reżyseria
- Enrique Urbizu − Nie zazna spokoju, kto przeklęty
  - Mateo Gil − Blackthorn
  - Pedro Almodóvar − Skóra, w której żyję
  - Benito Zambrano − Uśpiony głos

### Najlepszy debiut reżyserski
- Kike Maíllo − Eva
  - Paula Ortiz − Nie zrywa się kwiatów
  - Paco Arango − Maktub
  - Eduardo Chapero-Jackson − Verbo

### Najlepszy scenariusz oryginalny
- Enrique Urbizu i Michel Gaztambide − Nie zazna spokoju, kto przeklęty
  - Miguel Barros − Blackthorn
  - Martí Roca, Sergi Belbel, Cristina Clemente i Aintza Serra − Eva
  - Woody Allen − O północy w Paryżu

### Najlepszy scenariusz adaptowany
- Ángel de la Cruz, Ignacio Ferreras, Paco Roca i Rosanna Cecchini − Dyskretne uroki starości
  - Icíar Bollaín − Kołysanka z Katmandu
  - Pedro Almodóvar − Skóra, w której żyję
  - Benito Zambrano i Ignacio del Moral − Uśpiony głos

### Najlepszy aktor
- José Coronado − Nie zazna spokoju, kto przeklęty
  - Daniel Brühl − Eva
  - Antonio Banderas − Skóra, w której żyję
  - Luis Tosar − Słodkich snów

### Najlepszy aktor drugoplanowy
- Lluís Homar − Eva
  - Raúl Arévalo − Kuzyni
  - Juanjo Artero − Nie zazna spokoju, kto przeklęty
  - Juan Diego − 17 godzin

### Najlepszy debiutujący aktor
- Jan Cornet − Skóra, w której żyję
  - José Mota − Życie to jest to
  - Marc Clotet − Uśpiony głos
  - Adrián Lastra − Kuzyni

### Najlepsza aktorka
- Elena Anaya − Skóra, w której żyję
  - Verónica Echegui − Kołysanka z Katmandu
  - Salma Hayek − Życie to jest to
  - Inma Cuesta − Uśpiony głos

### Najlepsza aktorka drugoplanowa
- Ana Wagener − Uśpiony głos
  - Maribel Verdú − Nie zrywa się kwiatów
  - Goya Toledo − Maktub
  - Pilar López de Ayala − Intruzi

### Najlepsza debiutująca aktorka
- María León − Uśpiony głos
  - Blanca Suárez − Skóra, w której żyję
  - Michelle Jenner − Pokonać lęk
  - Alba García − Verbo

### Najlepszy film europejski
- Artysta, reż. Michel Hazanavicius
  -  Jane Eyre, reż. Cary Fukunaga
  -  Melancholia, reż. Lars von Trier
  -  Rzeź, reż. Roman Polański

### Najlepszy zagraniczny film hiszpańskojęzyczny
- Chińczyk na wynos, reż. Sebastián Borensztein
  -  Boleto al paraíso, reż. Gerardo Chijona
  -  Miss Bala, reż. Gerardo Naranjo
  -  Violeta poszła do nieba, reż. Andrés Wood

### Najlepsza muzyka
- Alberto Iglesias − Skóra, w której żyję
  - Lucio Godoy − Blackthorn
  - Evgueni Galperine i Sacha Galperine − Eva
  - Mario de Benito − Nie zazna spokoju, kto przeklęty

### Najlepsza piosenka
- Nana de la hierbabuena z filmu Uśpiony głos – Carmen Agredano
  - Debajo del limón z filmu Nie zrywa się kwiatów – Paula Ortiz, Avshalom Caspi i Pachi García
  - Nuestra playa eres tú z filmu Maktub – Jorge Pérez Quintero, Borja Jiménez Mérida i Patricio Martín Díaz
  - Verbo z filmu Verbo – Pascal Gaigne i Ignacio Fornés

### Najlepsze zdjęcia
- Juan Ruiz Anchía − Blackthorn
  - Arnau Valls Colomer − Eva
  - José Luis Alcaine − Skóra, w której żyję
  - Unax Mendía − Nie zazna spokoju, kto przeklęty

### Najlepszy montaż
- Pablo Blanco − Nie zazna spokoju, kto przeklęty
  - David Gallart − Blackthorn
  - Elena Ruiz − Eva
  - José Salcedo − Skóra, w której żyję

### Najlepsza scenografia
- Juan Pedro de Gaspar − Blackthorn
  - Laia Colet − Eva
  - Antxón Gómez − Skóra, w której żyję
  - Antón Laguna − Nie zazna spokoju, kto przeklęty

### Najlepsze kostiumy
- Clara Bilbao − Blackthorn
  - Paco Delgado − Skóra, w której żyję
  - María José Iglesias García − Uśpiony głos
  - Patricia Monné − Nie zazna spokoju, kto przeklęty

### Najlepsza charakteryzacja i fryzury
- Karmele Soler, David Martí i Manolo Carretero − Skóra, w której żyję
  - Ana López-Puigcerver i Belén López-Puigcerver − Blackthorn
  - Concha Rodríguez i Jesús Martospor − Eva
  - Montse Boqueras, Nacho Díaz i Sergio Pérez − Nie zazna spokoju, kto przeklęty

### Najlepszy dźwięk
- Licio Marcos de Oliveira i Nacho Royo-Villanova − Nie zazna spokoju, kto przeklęty
  - Daniel Fontrodona, Marc Orts i Fabiola Ordoyo − Blackthorn
  - Jordi Rossinyol, Oriol Tarragó i Marc Orts − Eva
  - Iván Marín, Marc Orts i Pelayo Gutiérrez − Skóra, w której żyję

### Najlepszy kierownik produkcji
- Andrés Santana − Blackthorn
  - Toni Carrizosa − Eva
  - Toni Novella − Skóra, w której żyję
  - Paloma Molina − Nie zazna spokoju, kto przeklęty

### Najlepsze efekty specjalne
- Arturo Balseiro i Lluís Castells − Eva
  - Raúl Romanillos i David Heras Luengo − Intruzi
  - Reyes Abades i Eduardo Díaz − Skóra, w której żyję
  - Raúl Romanillos i Chema Remacha − Nie zazna spokoju, kto przeklęty

### Najlepszy film animowany
- Ignacio Ferreras − Dyskretne uroki starości
  - Primitivo Pérez i ose María Molina − Cartago Nova
  - Ricardo Ramón i Joan Espinach − Papá soy una zombi

### Najlepszy krótkometrażowy film animowany
- Alberto Vázquez Rico − Birdboy
  - Juan Montes de Oca − Ella
  - Gregorio Muro − Kto wytrzyma dłużej
  - Jesús Orellana − Rosa

### Najlepszy film dokumentalny
- Isabel Coixet − Escuchando al juez Garzón
  - Manuel Hidalgo Martín − 30 años de oscuridad
  - Isaki Lacuesta − El cuaderno de barro
  - Emilio Ruiz Barrachina − Morente

### Najlepszy krótkometrażowy film dokumentalny
- Pedro González Bermúdez − Regreso a Viridiana
  - José Javier Pérez Prieto − Alma
  - Jorge Dorado − Nuevos tiempos
  - Raúl de la Fuente − Virgen Negra

### Najlepszy krótkometrażowy film fabularny
- Fernando Trullols − El barco pirata
  - Elías León Siminiani − El premio
  - José Esteban Alenda i César Esteban Alenda − Matar a un niño
  - Esteban Crespo García − Lala

### Goya Honorowa
- Josefina Molina (reżyser filmowa, scenarzystka)

## Podsumowanie ilości nominacji
(Ograniczenie do dwóch nominacji)
16 : Skóra, w której żyję
14 : Nie zazna spokoju, kto przeklęty
12 : Eva
11 : Blackthorn
9 : Uśpiony głos
3 : Nie zrywa się kwiatów, Maktub, Verbo
2 : Dyskretne uroki starości, Intruzi, Katmandú, un espejo en el cielo, Życie to jest to, Kuzyni

## Podsumowanie ilości nagród
(Ograniczenie do dwóch nagród)
6 : Nie zazna spokoju, kto przeklęty
4 : Skóra, w której żyję, Blackthorn
3 : Uśpiony głos, Eva
2 : Dyskretne uroki starości